# Varicellovirus
Varicellovirus es un género de virus de la familia Herpesviridae que infectan mamíferos. Contiene 18 especies, entre ellas se destaca el virus de la varicela que infecta humanos.

## Estructura
Al igual que con otros herpesvirus, la partícula del virus tiene una estructura en capas: los viriones consisten en una envoltura, un tegumento, una nucleocápside y un núcleo. El tegumento es desordenado; no muestran una estructura y las proteínas en cantidades variables se disponen a veces en una capa asimétrica ubicada entre la envoltura y la cápside. La cápside viral está contenida dentro de una envoltura esférica de 120–200 nm de diámetro. Las proyecciones de superficie en la envoltura (receptores virales) están densamente dispersas y contienen pequeñas espigas que salpican uniformemente la superficie.
La cápside / nucleocápside es redonda con un número de triangulación T = 16 y exhibe simetría icosaédrica. La cápside es isométrica y tiene un diámetro de 100-110 nm. La cápside consiste en 162 proteínas de capsómero con una base hexagonal y un agujero que se extiende a la mitad del eje largo. El genoma es de ADN bicatenario. El núcleo consiste en un carrete fibrilar en el que se envuelve el ADN. El extremo de las fibras está anclado a la parte inferior de la cubierta de la cápside.

## Especies
Incluye las siguientes especies:
- Bovine alphaherpesvirus 1
- Bovine alphaherpesvirus 5
- Bubaline alphaherpesvirus 1
- Canid alphaherpesvirus 1
- Human alphaherpesvirus 3
- Caprine alphaherpesvirus 1
- Cercopithecine alphaherpesvirus 9
- Cervid alphaherpesvirus 1
- Cervid alphaherpesvirus 2
- Equid alphaherpesvirus 1
- Equid alphaherpesvirus 3
- Equid alphaherpesvirus 4
- Equid alphaherpesvirus 8
- Equid alphaherpesvirus 9
- Felid alphaherpesvirus 1
- Monodontid alphaherpesvirus 1
- Phocid alphaherpesvirus 1
- Suid alphaherpesvirus 1